# لو پولاک
لو پولاک (انگلیسی: Lew Pollack؛ ‏ ۱۶ ژوئن ۱۸۹۵ – ۱۸ ژانویهٔ ۱۹۴۶) آهنگساز، موسیقی‌دان و ترانه‌سرای اهل ایالات متحده آمریکا بود.
از فیلم‌هایی که وی در آن‌ها نقش داشته‌است، می‌توان به دیوانگان رقص اشاره نمود.
نام وی در سال ۱۹۷۰ در تالار مشاهیر ترانه‌سرایی ثبت شد.